# Ozodicera xanthostoma
Ozodicera xanthostoma är en tvåvingeart som beskrevs av Friedrich Hermann Loew 1851. Ozodicera xanthostoma ingår i släktet Ozodicera och familjen storharkrankar. Inga underarter finns listade i Catalogue of Life.